# Overland trains

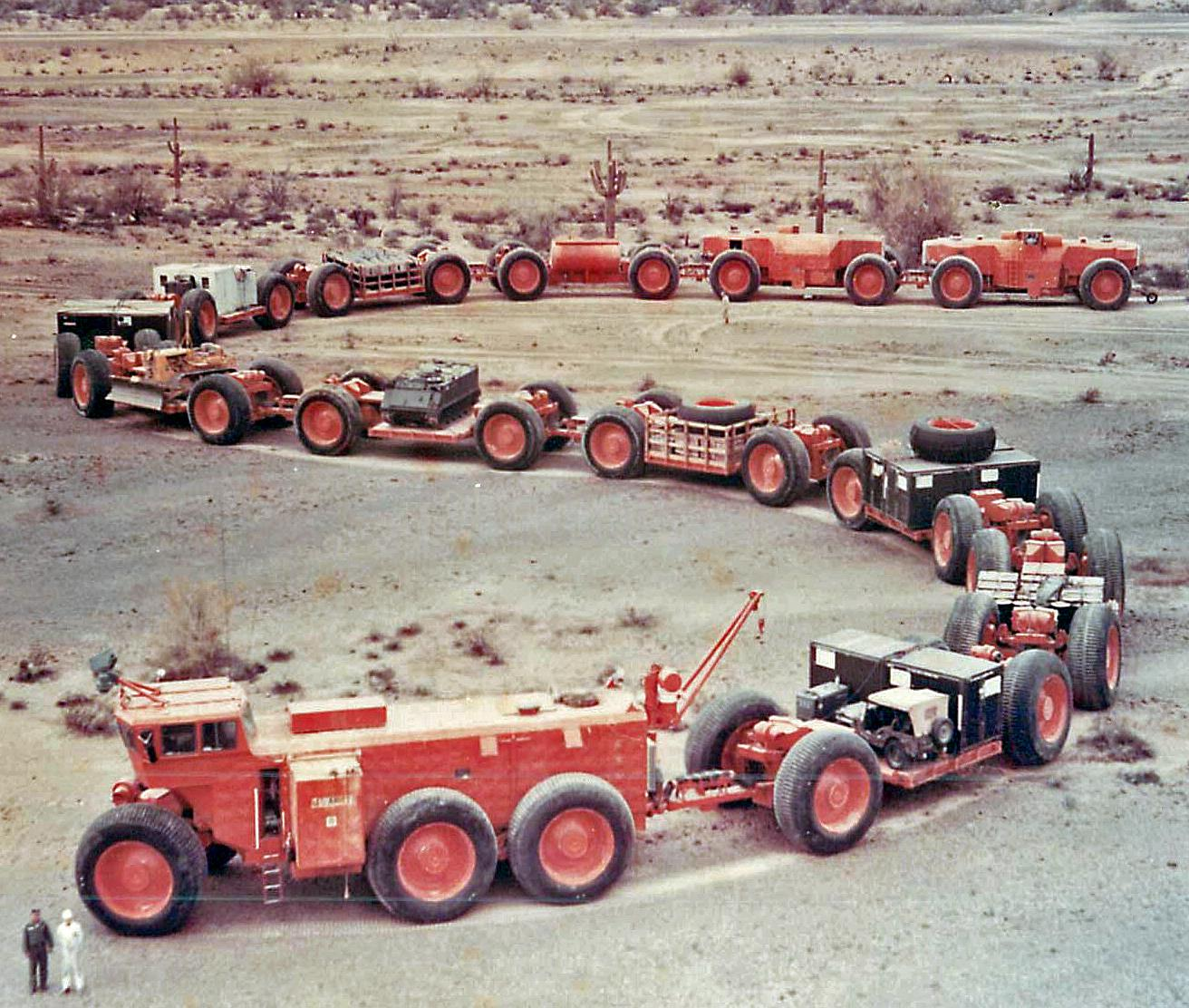
TC-497 Overland Train Mark II

Overland trains (дослівно «Наземні поїзди»), також відомі як Alaskan land trains («Аляскинські наземні поїзди») — це серія позашляхових транспортних засобів, побудованих у п'яти версіях американською компанією LeTourneau Technologies у 1950-х та на початку 1960-х років
По суті, це негабаритні сідлові автопоїзди, які могли пересуватися практично будь-якою місцевістю на суходолі. Їхньою метою було мати можливість задовольнити логістичні потреби, які не залежать від місцевих автомобільних чи залізничних систем, що дозволяло б їм працювати у віддалених районах.
Армія США замовила три експериментальні одиниці для використання на Алясці як військового транспорту. Один з них, TC-497 Overland Train MkII, довжиною понад 204 метри, досі утримує світовий рекорд як найдовший транспортний засіб на гумових шинах з будь-коли побудованих.
Ці сухопутні поїзди використовуються в певних ролях і сьогодні, хоча єдиними побудованими екземплярами є машини армії США та кілька їх похідних.

## Історія

### LeTourneau
На початку 1950-х років компанія LeTourneau, Inc., виробник важкого обладнання з Лонгв'ю, штат Техас, розробила ідею використання дизель-електричної трансмісії для керування багатоколісними транспортними засобами. Кожне колесо приводилося в рух окремим електродвигуном, що забезпечувало транспортним засобам набагато краще зчеплення з дорогою, оскільки зусилля двигуна розподілялося на кілька коліс.
Такі транспортні засоби були схожі на дизель-електричні локомотиви, які як раз того часу широко впроваджувалися залізницями, але з гумовими колесами замість сталевих. Найпершими транспортними засобами, що використовували цю систему, були грейдери з формулою 6x6, колісні трактори-скрепери та інші подібні землерийні машини.
У 1953 році компанія R. G. LeTourneau продала компанії Westinghouse ту частину свого бізнесу, що займалася землерийними роботами. Цей продаж включав п'ятирічний мораторій, перш ніж LeTournea зможе знову продавати свою техніку на ринку. Поки мораторій закінчувався, LeTourneau розробила низку нових транспортних засобів на базі тієї ж трансмісії. Серед них був ряд спеціально замовлених військових засобів, таких як самохідні пускові установки для ракети Corporal, інженерні машини, які могли швидко вивозити розбиті бомбардувальники зі злітно-посадкових смуг, і навіть величезний транспортний засіб, призначений для витягування викинутих на берег десантних кораблів:65.

### VC-12 Tournatrain
Концепція наземного поїзда спочатку розроблялася як спосіб витягування дерев з чагарників без необхідності підготовки дороги, здатної витримати традиційну вантажівку. Потрібна вантажівка мала б мати рівну та достатньо міцну поверхню, щоб її ведучі колеса, (зазвичай чотири у задній частині кабіни, мали достатнє зчеплення, необхідне для подолання будь-яких схилів. Дизель-електричні потяги LeTourneau 6x6 з їх кількома ведучими колесами були очевидним рішенням, але один транспортний засіб був занадто малим, щоб виправдати витрати на його придбання. Рішенням було перетворити 6x6 на розсувну конструкцію, до якої, використовуючи гнучкі з'єднання, можна було за потреби додавати будь-яку кількість ведучих коліс:66.
Першою з цих конструкцій був VC-12 Tournatrain, який складався з вантажівки з двигуном Cummins VT-12 потужністю 500 к.с. та трьох 20-тонних причепів. Кожне колесо приводилося в рух окремим електродвигуном, по чотири на кожен транспортний засіб, включаючи локомотив. Машину було вперше випробувано у лютому 1953 року. Після кількох місяців випробувань додали ще чотири причепи, останній з яких мав додатковий другий двигун. Нова версія була завершена у лютому 1954 року та підтримувала максимальне корисне навантаження 140 тонн:66.

### VC-22 Sno-Freighter, лінія DEW

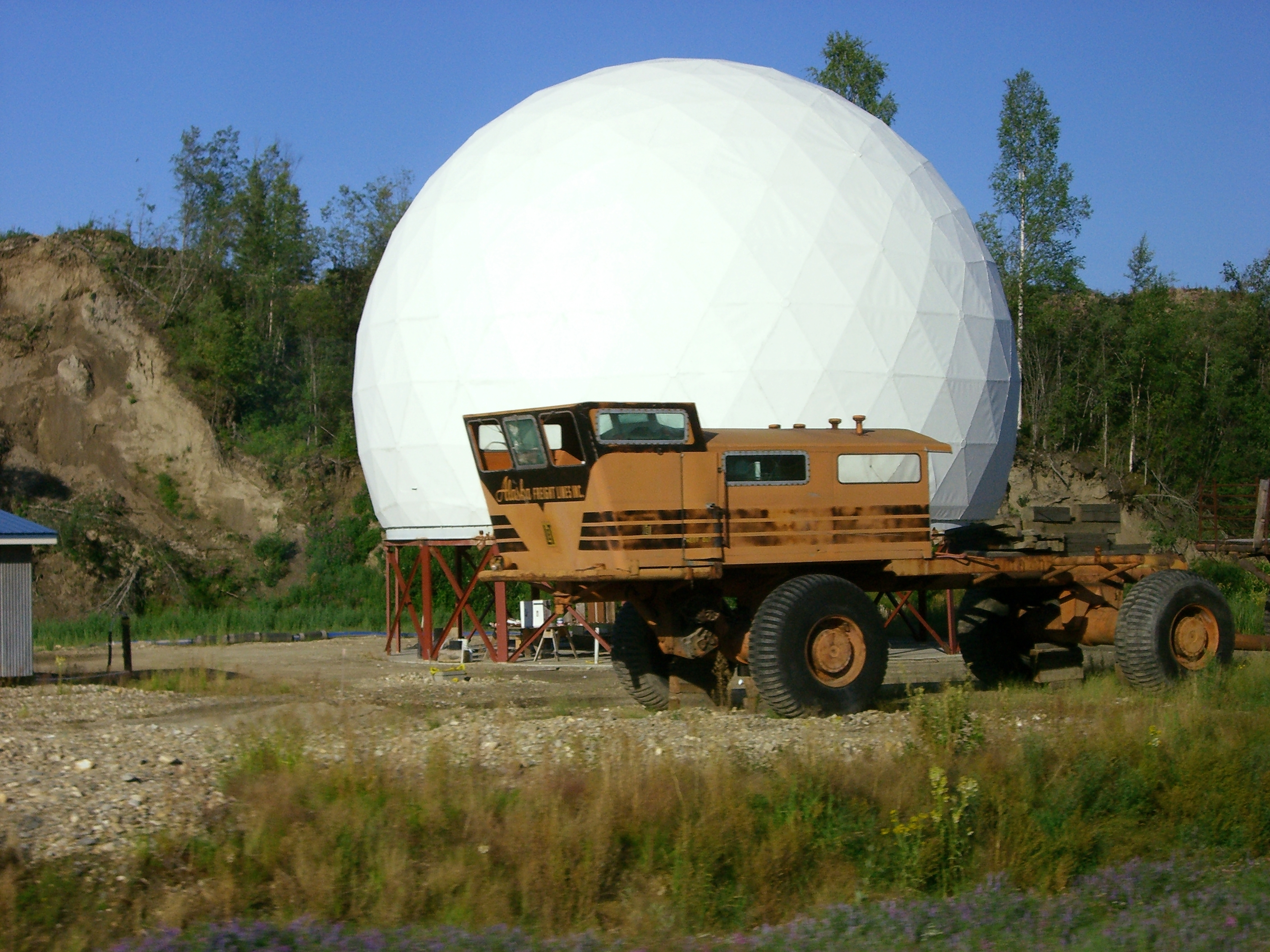
LeTourneau Snow Train

У цей період США та Канада займалися розробкою лінії DEW, яка розташовувалась у районах, без доріг, з невеликою кількістю авіабаз та затруднений доступ з моря через морський лід. 15 квітня 1954 року компанія продемонструвала систему VC-12 Командуванню транспортних досліджень та розробок армії США (англ. Transportation Research and Development Command, TRADCOM), припустивши, що вона буде корисною для логістичних операцій в Арктиці, якщо її оснастити більшою кількістю коліс.
TRADCOM запропонувала фінансування для розробки і створення TC-264 Sno-Buggy, який мав вісім величезних гумових коліс діаметром 3 м, розташованих попарно, які приводився в рух чотирма власними двигунами, що живилися від одного двигуна Allison V-1710, що працював на бутані. Вперше представлений у червні 1954 року, Sno-Buggy був відправлений до Гренландії для випробувань. Його величезне співвідношення площі шин до ваги дозволяє йому без проблем пересуватися по тундрі та глибокому снігу:64.
Компанія Alaska Freight Lines з Сіетлу уклала контракт з Western Electric на постачання 500 тонн обладнання для станцій DEW, що будувалися в секторі Аляски. Почувши про VC-12, 5 січня 1955 року вони підписали контракт з LeTourneau на будівництво VC-22 Sno-Freighter. Контракт передбачав створення одного локомотива і шести вагонів, здатних перевозити 150 тонн, перетинати річки глибиною до 1,2 м, прорізати снігові замети та працювати за температури до −56 °C. Двигуни Cummins NVH-12 потужністю 400 к.с. забезпечували подачу змінного струму до двигунів, які приводили в дію власні чотири колеса локомотива та колеса п'яти чотириколісних причепів. Загальна довжина поїзда склала 84 м:67.
Компанія з дивовижною швидкістю виготовила VC-22, оскільки був майже повністю заснований на вже готових деталях від їхніх транспортних засобів 6x6, включаючи шини. Збірку завершили вже 17 лютого 1955 року, пофарбували і 21 лютого відправили на Аляску. Транспортний засіб добре служив протягом усього 1955 року, але на другому сезоні використання локомотив згорів через займання в секції вироблення енергії локомотива, і його залишки вивезли з Канади
Коли термін дії контракту Alaska Freight Lines з Western Electric закінчився, локомотив залишили покинутим біля Фербанкса, Аляска, поблизу шосе Стіз, де він перебуває досі:67
LeTourneau за власною ініціативою взяли базовий VC-22, замінили двигун на 600-сильний від VT-12, а причепи — на контейнери з бічним розвантаженням, створивши Side-Dump Train (дослівно «Поїзд з бічним розвантаженням») Шестиколісний локомотив також мав власний контейнер і міг працювати самостійно. Цей поїзд був створений у жовтні 1955 року, але компанія все ще перебувала під мораторієм і не могла продати його для земляних робіт і він не отримував замовлень:67.

### LCC-1 Sno-Train

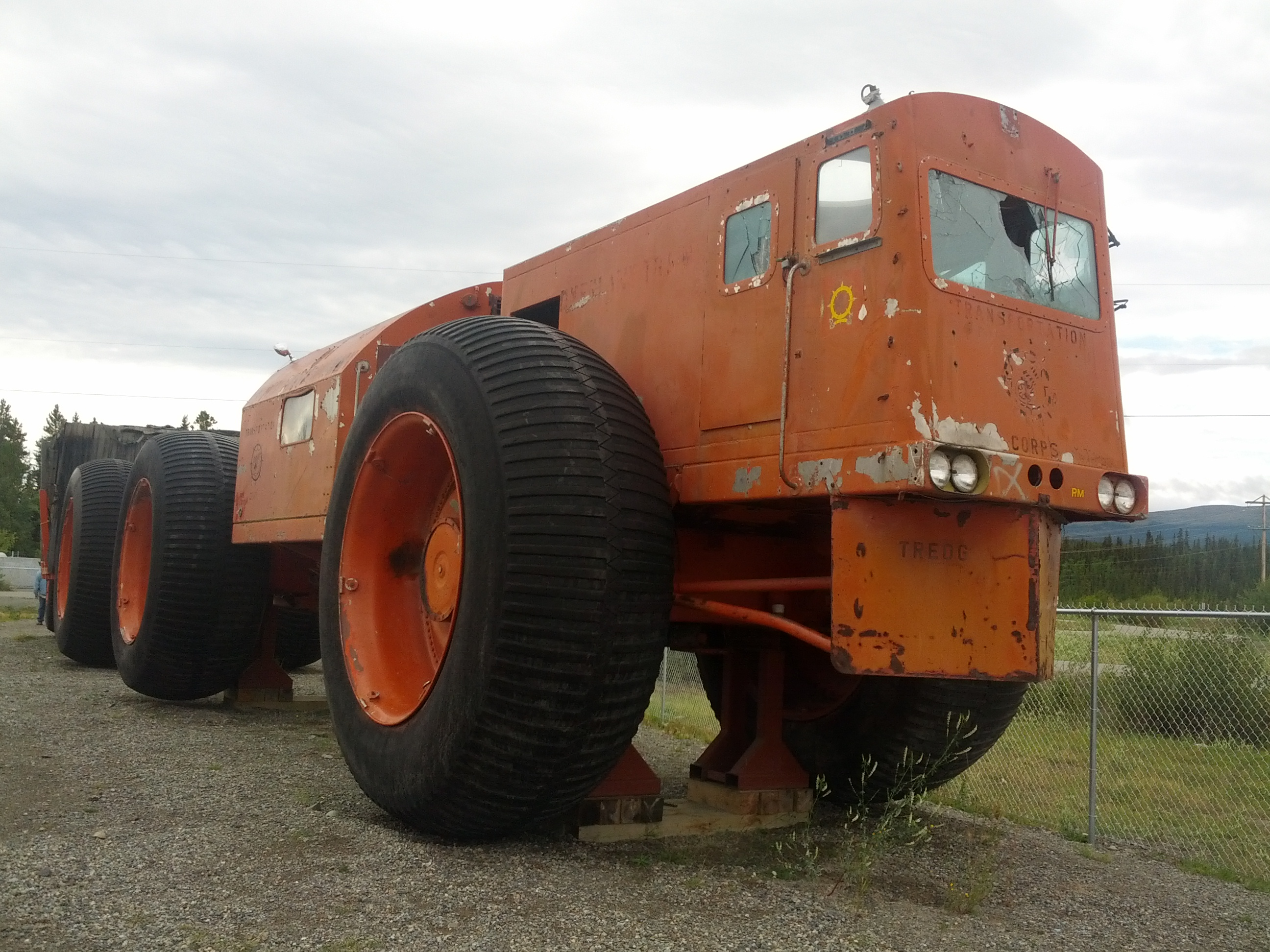
A LeTourneau LCC-1 Sno-Train у Музеї транспорту Юкону в Вайтгорсі

Вражений результатами роботи над Sno-Buggy, наприкінці 1954 року Армійський транспортний корпус попросив LeTourneau поєднати характеристики Tournatrain та Sno-Buggy у новому транспортному засобі. LeTourneau отриману в результаті машину YS-1 Army Sno-Train, в армії його позначили як Logistics Cargo Carrier, або LCC-1. LCC-1 поєднав колеса Sno-Buggy з силовою системою Tournatrain, створивши транспортний засіб з приводом 16x16, який включав один локомотив і три вагони та був здатний перевозити вантаж загальною вагою 45 тонн. Кабіна керування була розділена на два відсіки: опалюване відділення водія спереду для екіпажу з трьох осіб та задню секцію, що містила дизельний двигун потужністю 600 к.с., генератори та паливні баки. Кабіна також мала задній кран з електроприводом:67.
Попри те, що проєкт розпочали раніше за VC-22, LCC-1 потребував набагато більшої модифікації та був завершений лише в січні 1956 року:67.
Після випробувань на заводі його у березні передали армії, і випробування на снігу продовжилися на полігоні TRADCOM у Гоутені, штат Мічиган. Після прийняття його відправили до Гренландії, а потім деякий час подорожував північчю, здійснивши свій останній вантажний рейс у 1962 році.
Врешті LCC-1 лишили покинутим на звалищі одразу за військовою базою Форт Вейнрайт, Фербенкс, Аляска. Незважаючи на роки занедбаності, триметрові колеса і генератори на LCC-1 збереглися. Окрім основного приводного агрегату LCC-1, на звалищі Форту Вейнрайт, недалеко від місця, де стоїть покинутий VC-22, знаходяться десять його оригінальних причепівШаблон:Rp=67.
З того часу LCC-1 перемістили на постійне місце розташування в {{iw|Юконський музей транспорту|Юконському музеї транспорту|en|Yukon Transportation Museum]] у Вайтгорсі, територія Юкон. Також один з причепів знаходиться перед тематичним парком «Mukluk Land» поблизу Тока, Аляска.

### TC-497 Overland Train, Mk II
LCC-1 був настільки успішним, що в 1958 році армія уклала контракт на більшу версію, TC-497 Overland Train Mark II. Загалом подібний до LCC-1 за концепцією, Mark II мав низку функцій, що дозволяли збільшувати поїзд до будь-якої довжини у межах розумного.
Однією зі змін була заміна двигунів Cummins на газотурбінні двигуни більшої потужності та меншої ваги. У той час як LCC-1 мав один двигун потужністю 600 к.с., Overland Train мав чотири двигуни Saturn 10MC потужністю 1170 к.с. від компанії Solar Turbines, один у локомотиві та три інші, розподілені по поїзду. В будь-якій точці поїзда можна було встановлювати додаткові причепи з двигунами:68. Для подальшого зменшення ваги більша частина транспортного засобу була виготовлена зі зварного алюмінію.
Серйозну проблему становило виконання поворотів. Якщо поїзд робив різкий поворот, кожен наступний причіп стикався кутом з попереднім, і кожен причіп робив поворот більшого діаметра, ніж попередній. З огляду на велику загальну довжину, машиністу було важко оцінити, скільки місця знадобиться для повороту, і чи воно взагалі дотупне. Щоб уникнути перешкоди, потрібен був надмірно широкий поворот. Щоб вирішити цю проблему, причепи мали керовані колеса, які поверталися, досягаючи однієї точки на землі, що усувало стикання причепів та дозволяло поїзду робити набагато різкіші повороти.
Mark II мав набагато більшу шестиколісну кабіну заввишки понад 6 м, яка більше не була шарнірною через можливість керувати всіма колесами. Турбінний двигун був набагато меншим за дизельний, який він замінив, що залишало всередині достатньо місця для шести осіб зі спальними місцями, туалетами та камбузом. Локомотив навіть був оснащений радаром. Для випробувань було побудовано ще два моторні вагони та десять вантажних вагонів. Загальна довжина поїзда тепер сягала понад 170 м. На рівній місцевості поїзд міг перевозити 150 тонн вантажу зі швидкістю близько 30 км/ч. Запас ходу при повному завантаженні зазвичай становив від 560 до 640 км), але для його збільшення можна було додати додаткові причепи з паливом:69.
Остаточні специфікації були завершені в 1960 році, а будівництво тривало більшу частину 1961 року. Після попередніх випробувань машину було в лютому 1962 року передано армії та відправлено на випробувальний полігон в Юмі, штат Аризона. Під час випробувань у рамках «Проекту OTTER» (англ. Overland Train Terrain Evaluation Research, «Дослідження оцінки місцевості наземного поїзда») транспортний засіб показав хороші результати. Але зрештою армія відмовилася від цієї ідеї, оскільки новіші важкі гелікоптери, такі як Sikorsky S-64 Skycrane, зробили концепцію поїзда застарілою:69.
Деякий час транспортний засіб залишався невикористаним, а потім у 1969 році був виставлений на продаж за 1,4 мільйона доларів.
Все, що залишилося від Mark II – це кабіна керування, яка знаходиться в Центрі спадщини випробувального полігону Юма, решту було продано місцевому дилеру металобрухту. З часу свого створення Mark II утримує рекорд найдовшого позашляховика у світі:69.